# Jenő Dálnoki
Jenő Dálnoki, född 12 december 1932 i Budapest, död 4 februari 2006 i Budapest, var en ungersk fotbollsspelare.
Dálnoki blev olympisk guldmedaljör i fotboll vid sommarspelen 1952 i Helsingfors.